# Conthil
Conthil település Franciaországban, Moselle megyében. Lakosainak száma 136 fő (2022. január 1.). Conthil Château-Voué, Morhange, Racrange, Riche, Rodalbe, Sotzeling, Wuisse és Zarbeling községekkel határos.

## Népesség
A település népességének változása:
| Lakosok száma | 205  | 184  | 179  | 175  | 176  | 173  | 165  | 153  | 147  | 136  |
|               | 1968 | 1982 | 1990 | 2006 | 2013 | 2015 | 2017 | 2019 | 2020 | 2022 |